# Basilique Notre-Dame de L'Épine
Ne doit pas être confondu avec Notre-Dame-d'Épine ou Abbaye Notre-Dame d'Évron.
Pour les articles homonymes, voir Basilique Notre-Dame et Notre-Dame.
La basilique Notre-Dame de L'Épine est située dans le petit village de L'Épine, dans la Marne, près de Châlons-en-Champagne, en direction de Verdun. C'est un chef-d'œuvre majeur du style gothique flamboyant.

## Histoire de l'édifice

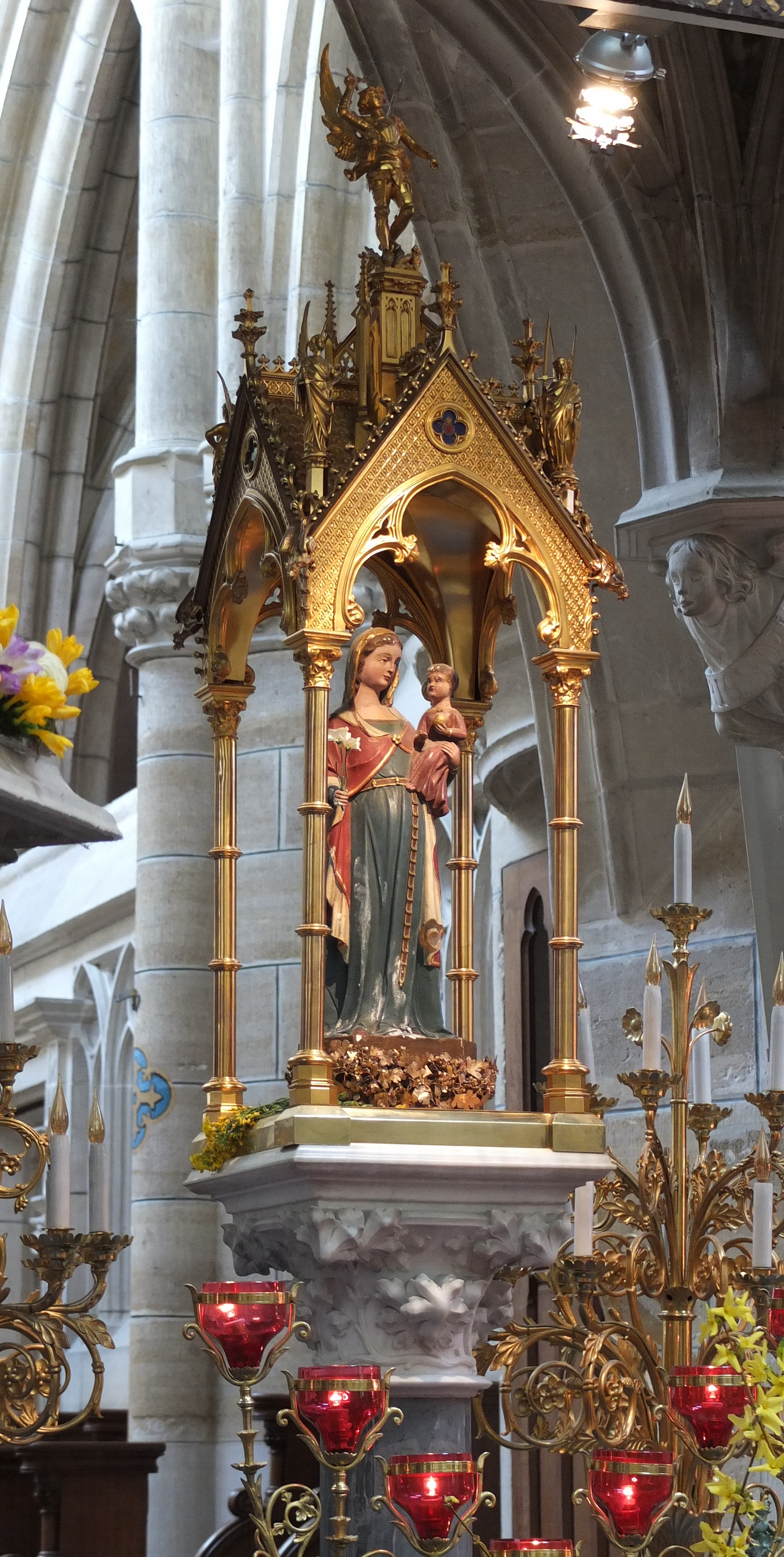
Réplique de la Vierge de Notre-Dame de L'Épine.

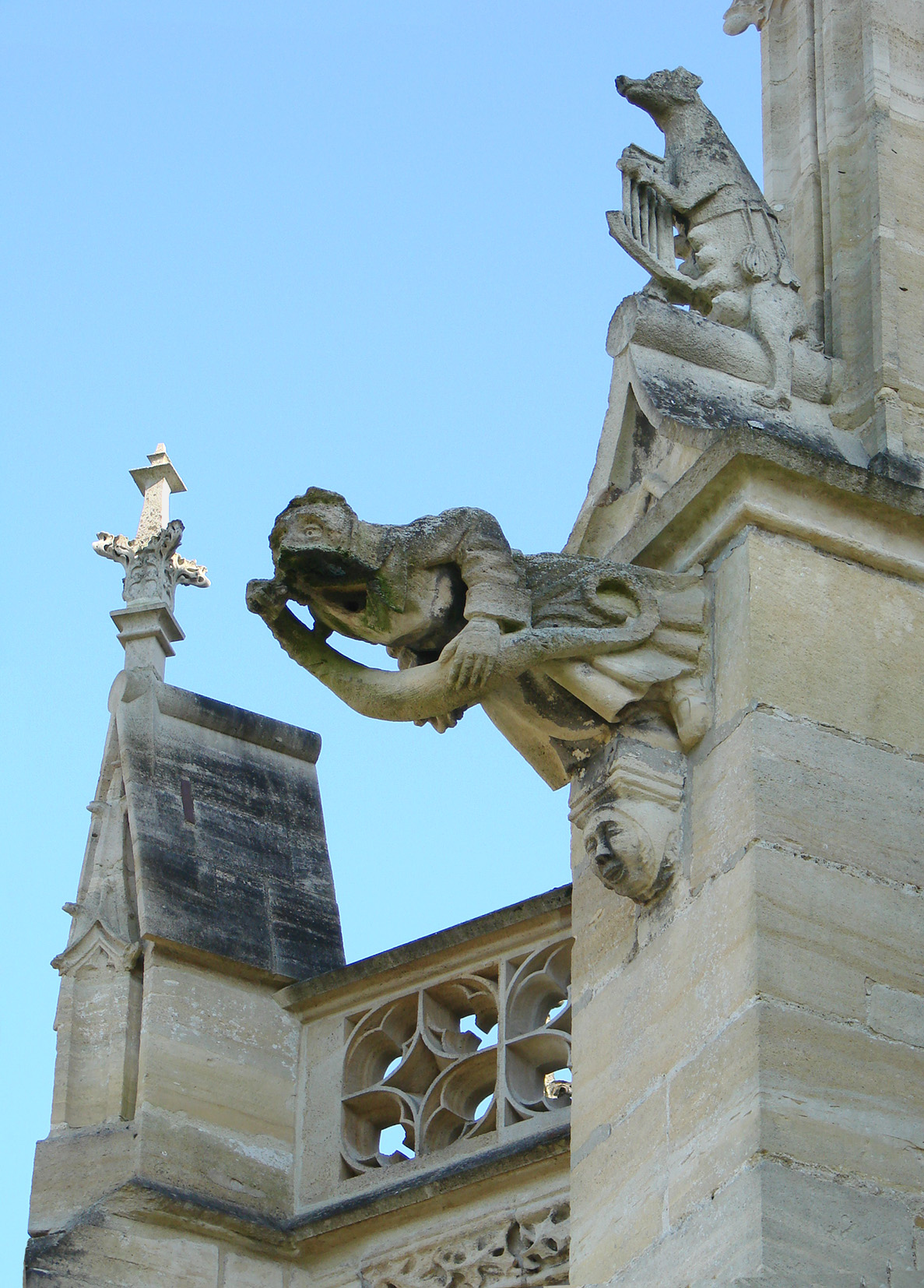
Gargouille de la basilique.

Au début du XIIIe siècle est attestée l'existence d'une chapelle Notre-Dame de L'Épine. À partir de 1405, elle est connue comme but de pèlerinage important en Champagne et au-delà. Il en résulte, à partir de 1406, la construction de l'église actuelle, qui se poursuit jusqu'en 1527.
L'église Notre-Dame de L'Épine a été élevée au rang de basilique en 1914. Son nom lui vient de la dévotion portée à une statue représentant La Vierge portant l'Enfant-Jésus qui, d'après une légende connue au XVIIe siècle et qui a évolué ensuite, aurait été trouvée par des bergers au Moyen Âge dans un buisson d'épines enflammé.
La basilique aux dimensions de cathédrale est de style gothique. La façade, qui s'inspire très probablement de celle de la cathédrale de Toul, comporte trois portails surmontés de deux flèches. Celle de droite mesure 55 m ; celle de gauche, arasée en 1798 pour permettre l'installation d'un télégraphe Chappe, a été reconstruite en 1868.
La basilique possède de remarquables gargouilles. À l'intérieur, on peut admirer un jubé de la fin du XVe siècle dont l'arcade droite abrite la statue de la Vierge à l'origine de la renommée du lieu.
La basilique Notre-Dame de L'Épine a été classée monument historique en 1840 et inscrite en 1998 sur la liste du patrimoine mondial par l'Unesco au titre des chemins de Saint-Jacques-de-Compostelle en France.

## Pèlerinage
C'est le pèlerinage qui est à l'origine de la construction de cet édifice étonnant pour un village. Selon une légende répandue au XVIIe siècle, l'origine du pèlerinage serait la découverte par des bergers d'une statue de la Vierge à l'Enfant dans un buisson d’épines en flammes. Cette statue est conservée et une réplique est toujours exposée dans la basilique. L'Épine constitue un lieu de pèlerinage depuis le Moyen Âge. La basilique a été bâtie au gré de la générosité des pèlerins. Les grandes périodes de dévotion sont le XVe siècle et plus tard le XVIIe siècle. Au XIXe siècle le pèlerinage renaît, surtout après la guerre franco-prussienne. Aujourd'hui, les deux principales dates sont le pèlerinage diocésain au mois de mai et l'Assomption qui est la fête patronale.

## Mobilier
- Statues : Vierge vénérée (vers 1300) ; Vierge assise (XVe siècle), saint Jacques en bois (XVIe siècle) ;
- Remarquable Mise au tombeau de l'école troyenne, début XVIe siècle ;
- Autels datés de 1542 ;
- Poutre de gloire du XVIe siècle ;
- Tribune et buffet d'orgues (XVIe siècle) : tribune ornée de huit apôtres et de sept dieux païens (inscriptions ajoutées en 1825 par l'abbé Brisson) ;
- Orgue de chœur de la maison Merklin installé en 1889 ;
- Vitraux des XIXe et XXe siècles, fabriqués notamment par les maisons Champigneulle et Lorin.
- De multiples gargouilles ornent les façades de l'édifice.

En 2008, la basilique a reçu un nouveau mobilier liturgique en laiton créé par le sculpteur Jacques Dieudonné : un autel, un ambon et un ensemble de trois chandeliers.

### Galerie d'images

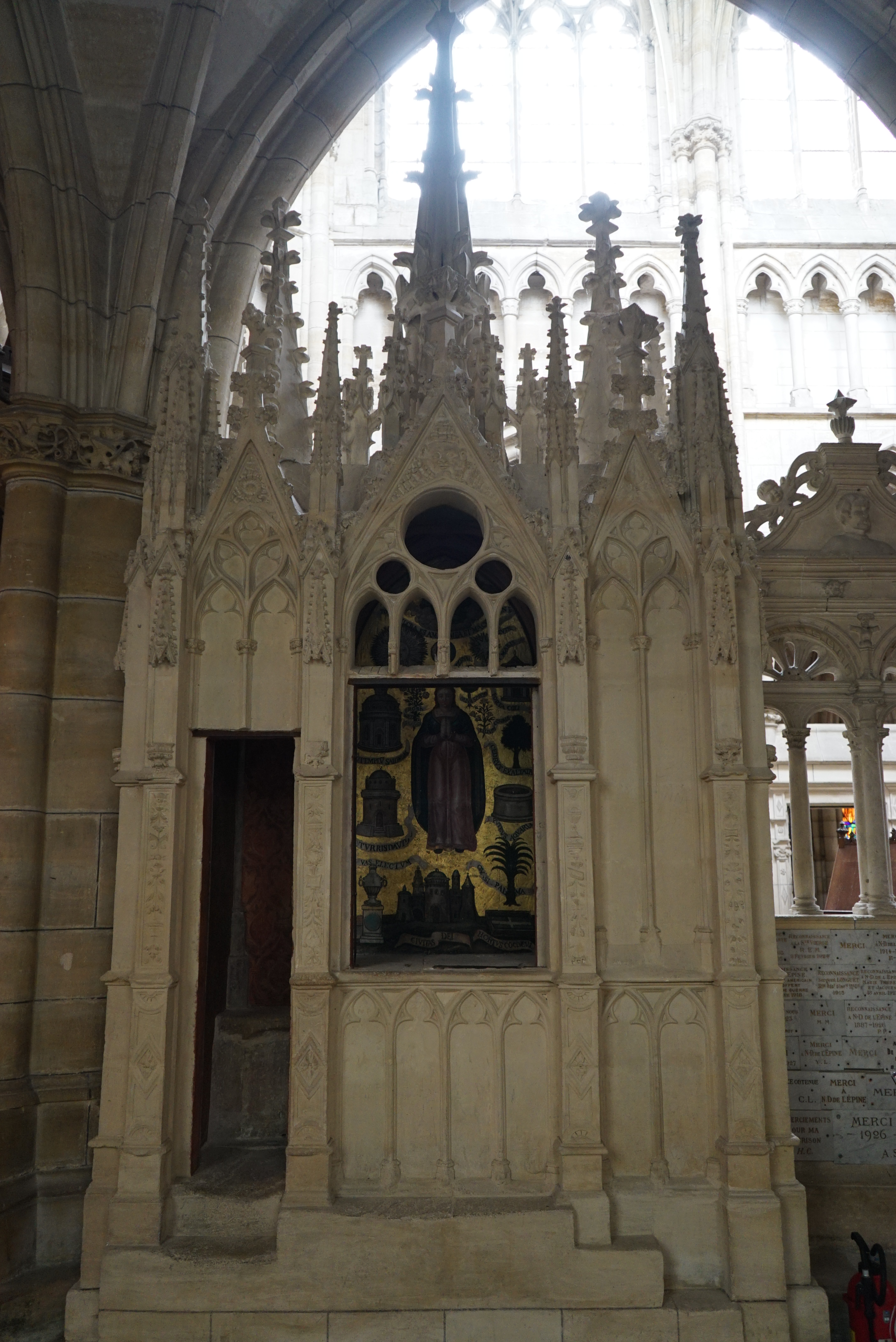
Dans la clôture du chœur.
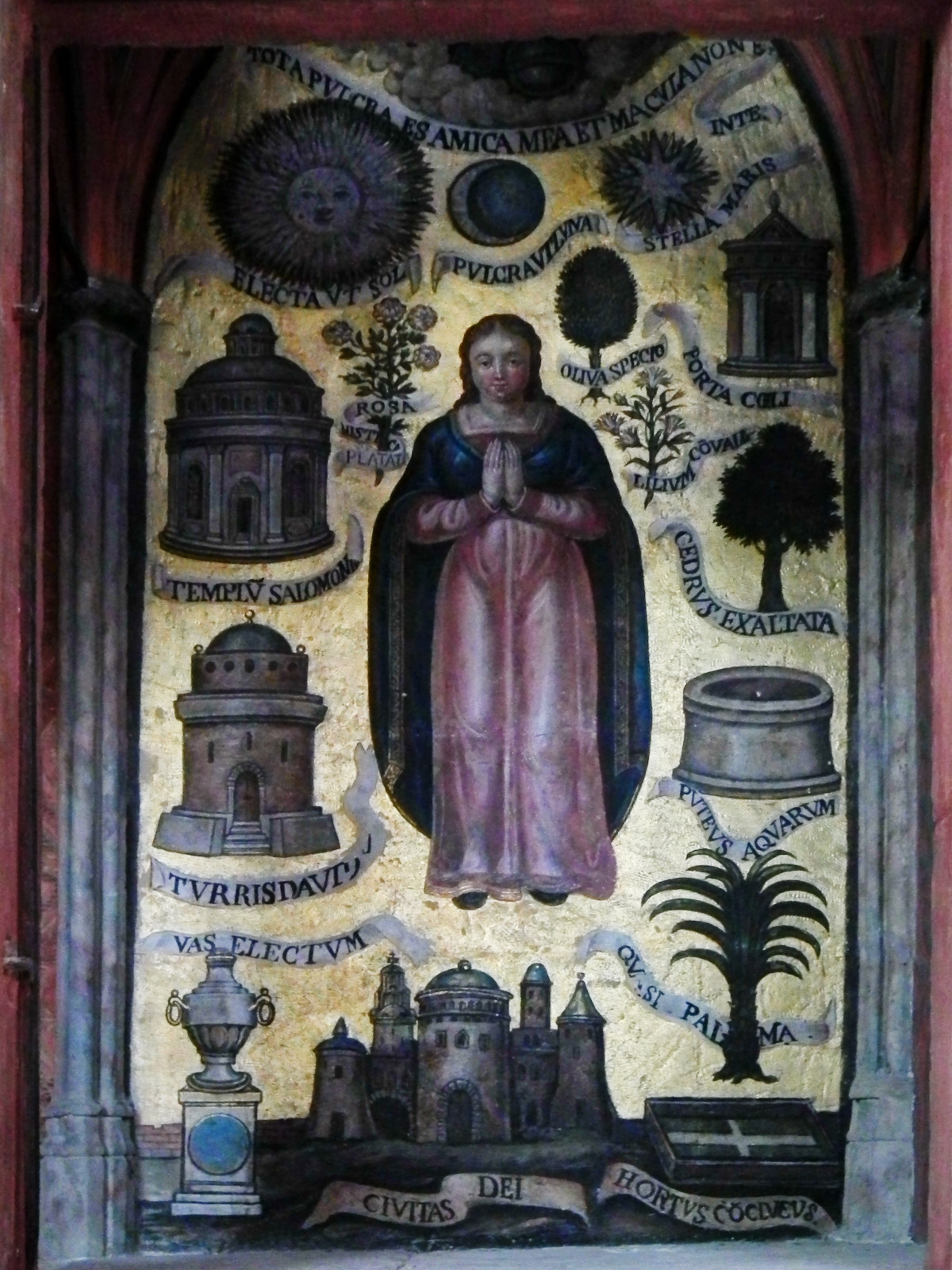
Une peinture.
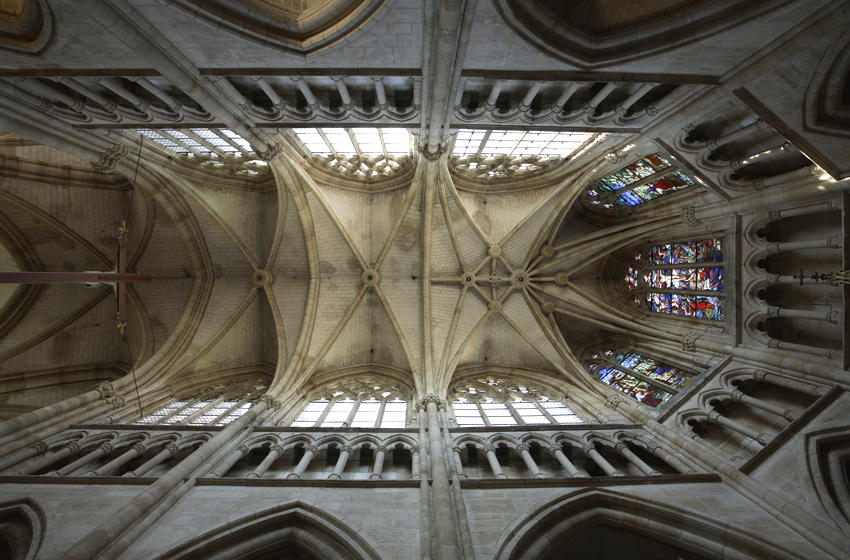
La voûte.
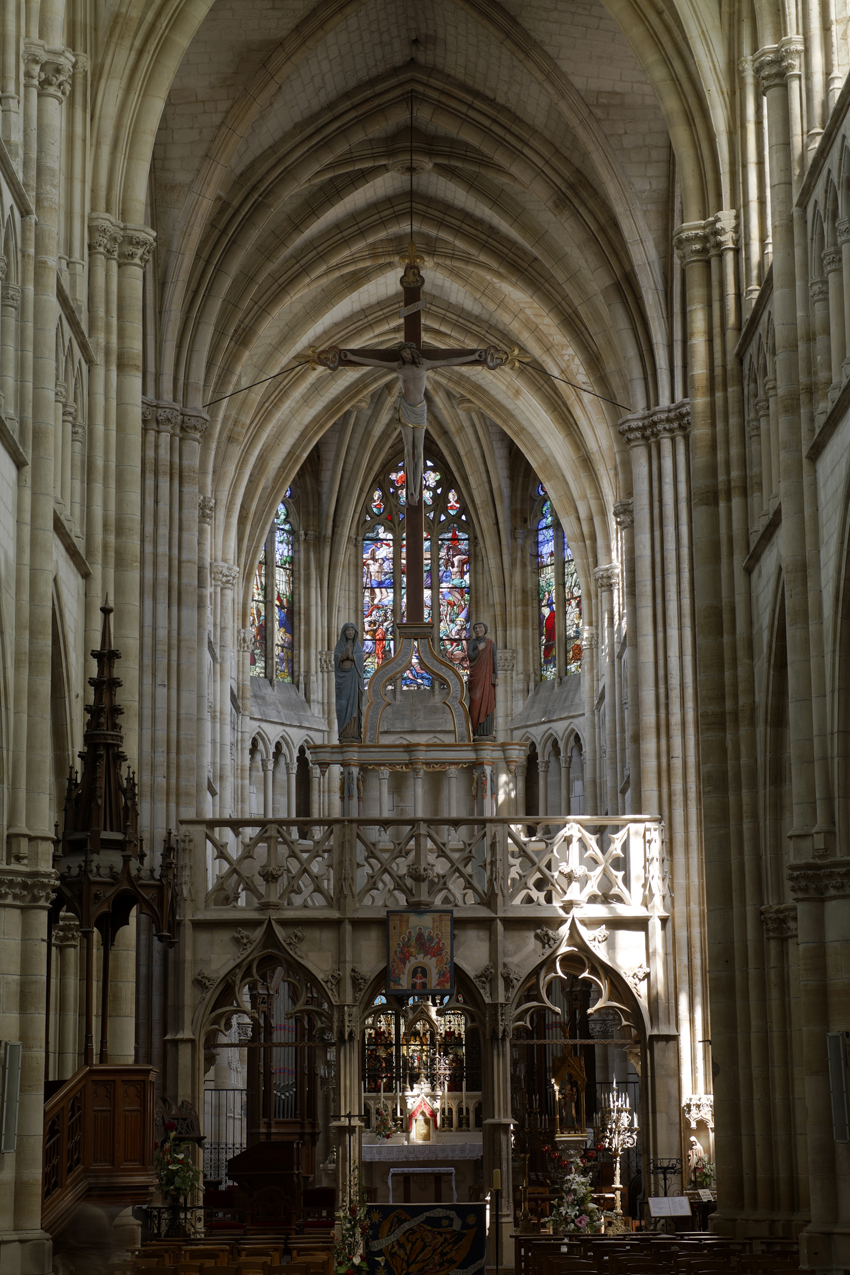
Le jubé.
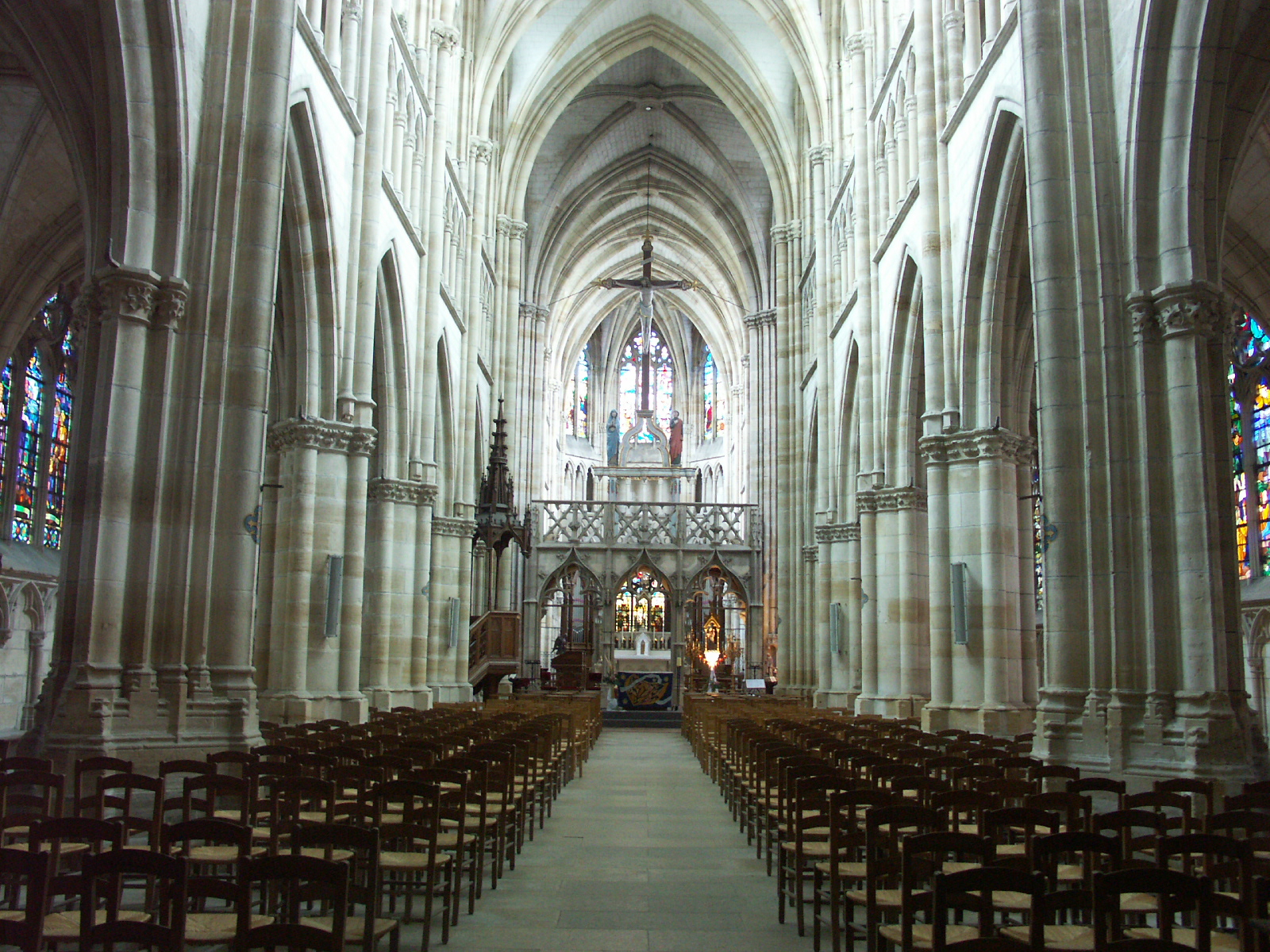
La nef.
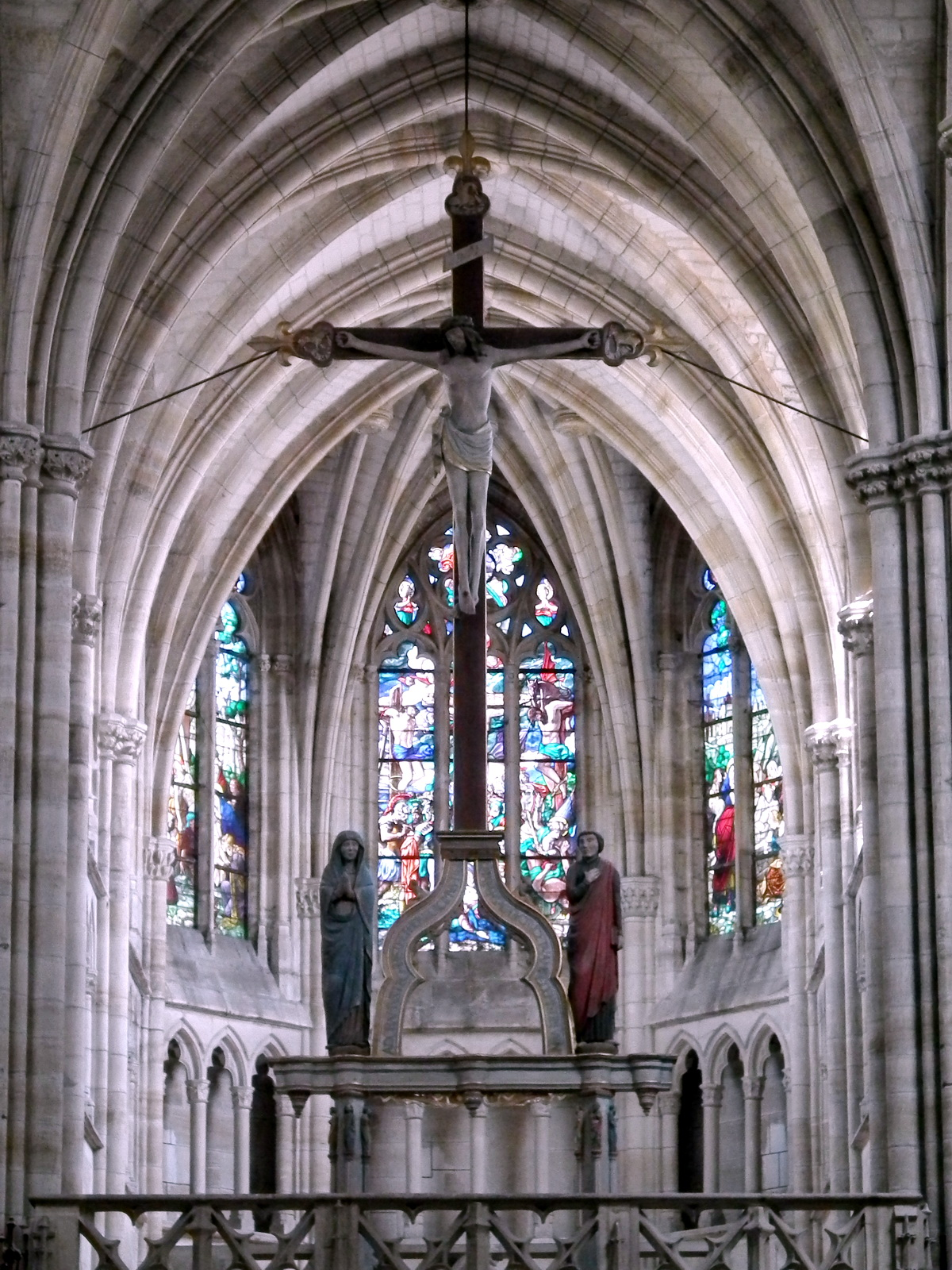
La poutre de gloire et son calvaire.
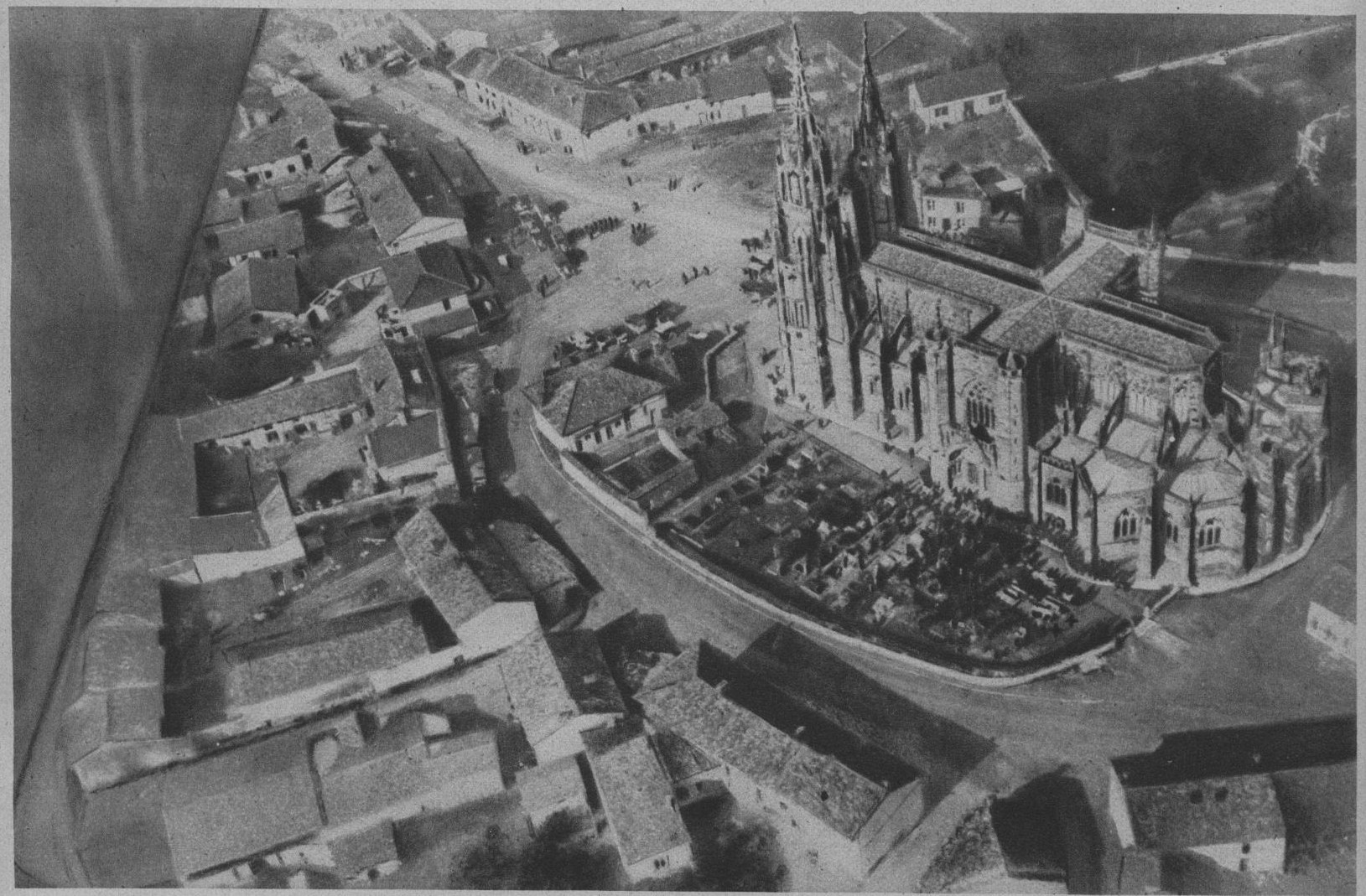
Vue aérienne prise en 1914.
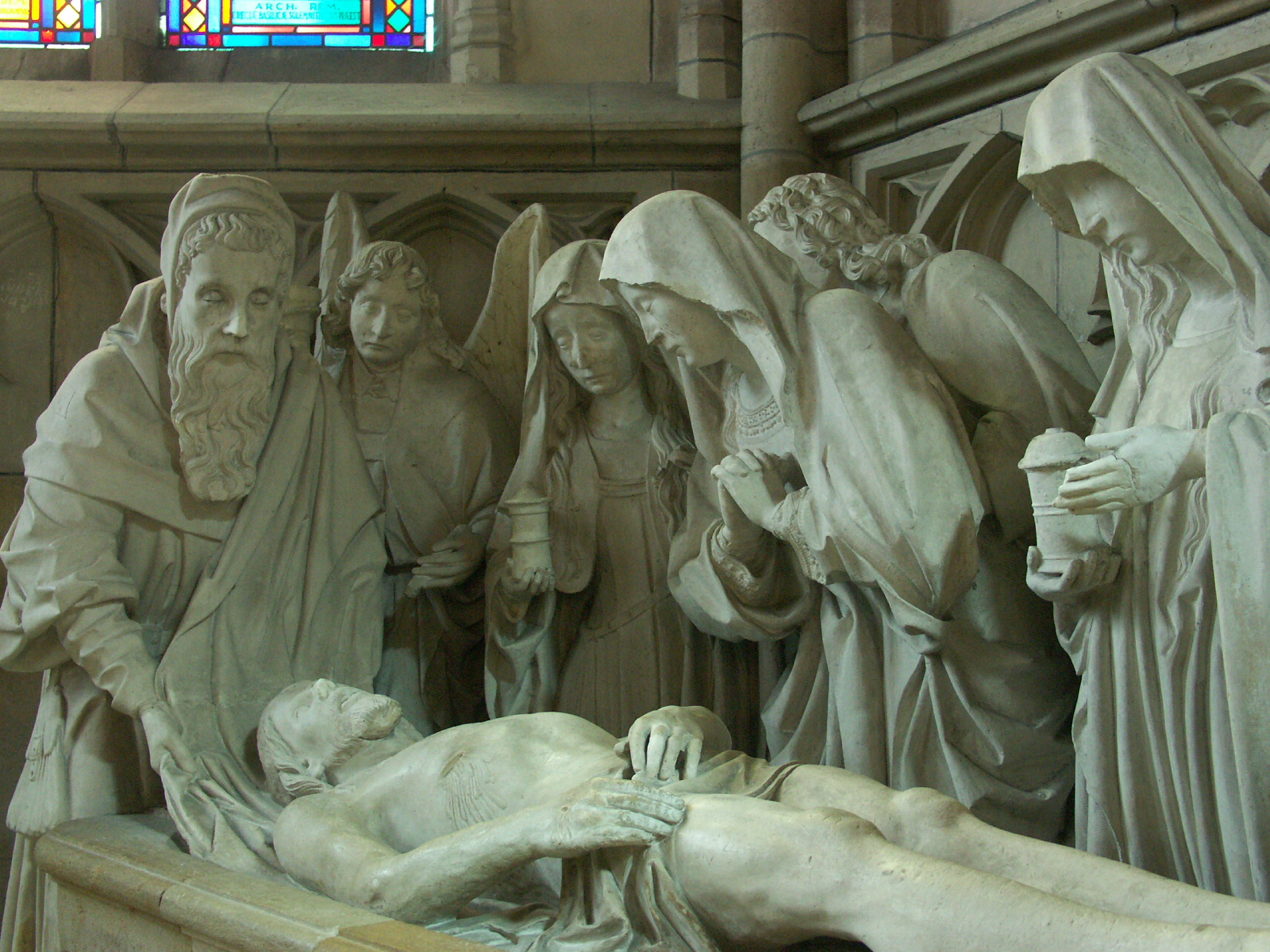
Mise au tombeau.
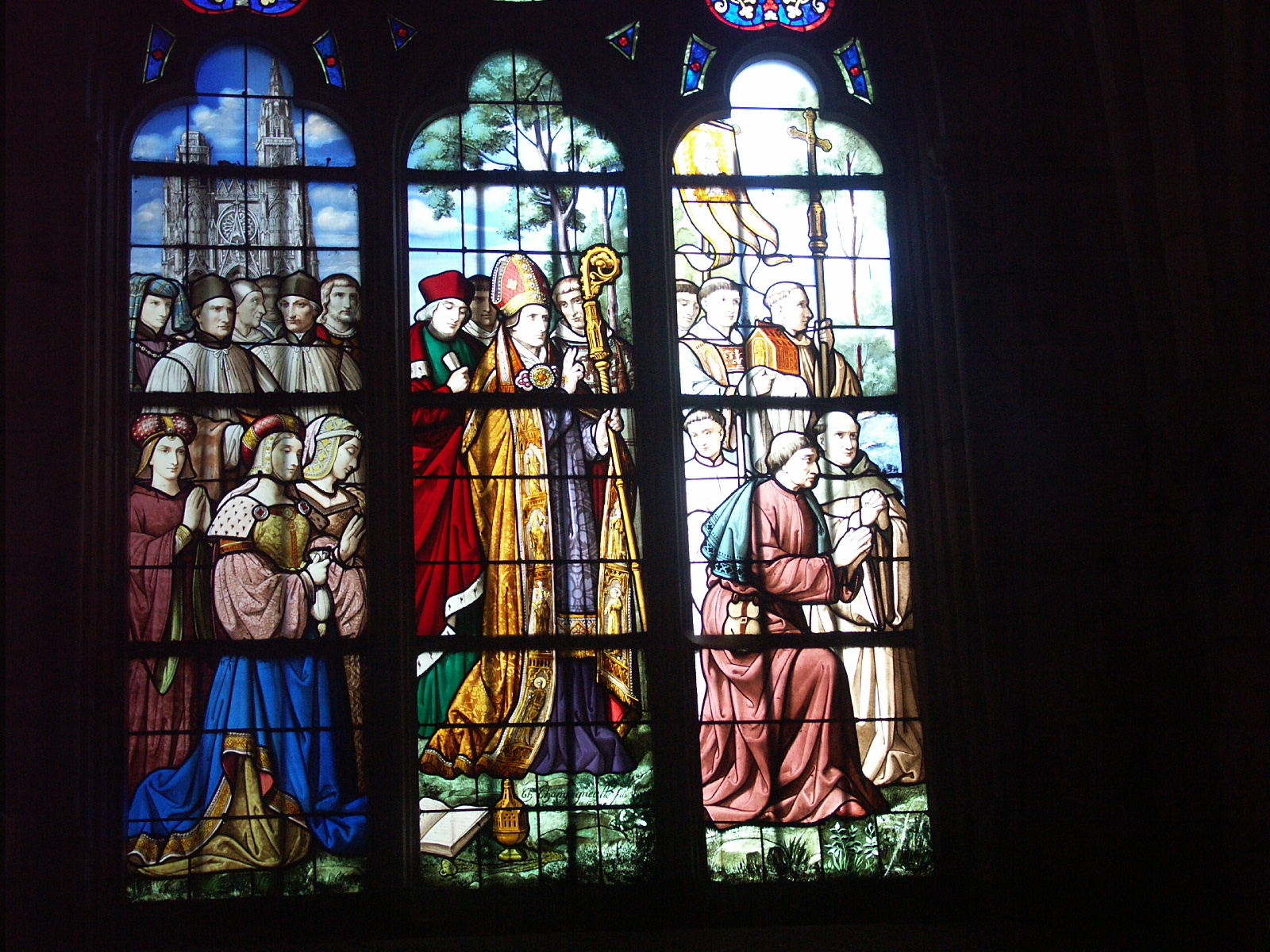
Une procession en vitrail.
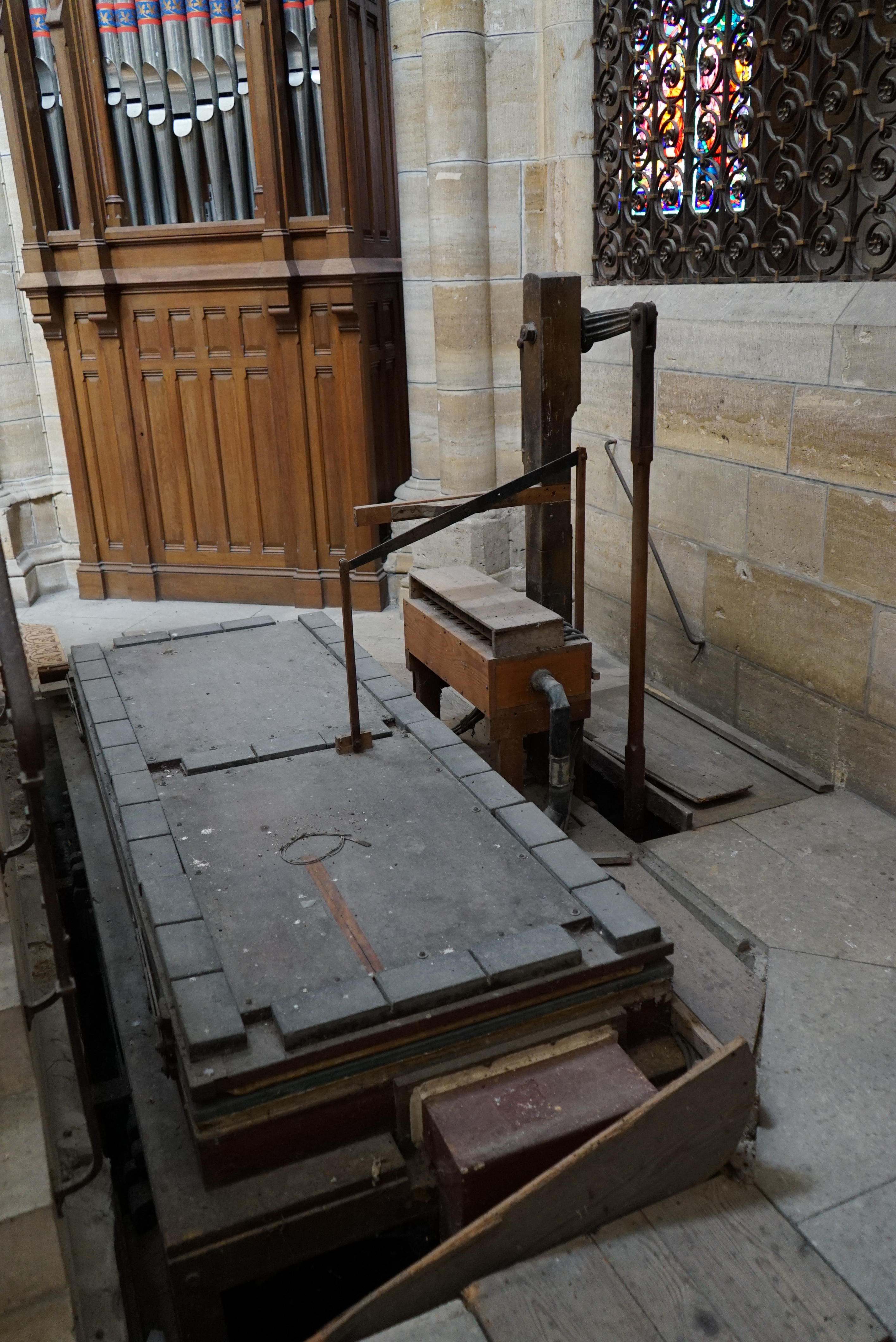
L'orgue de chœur.
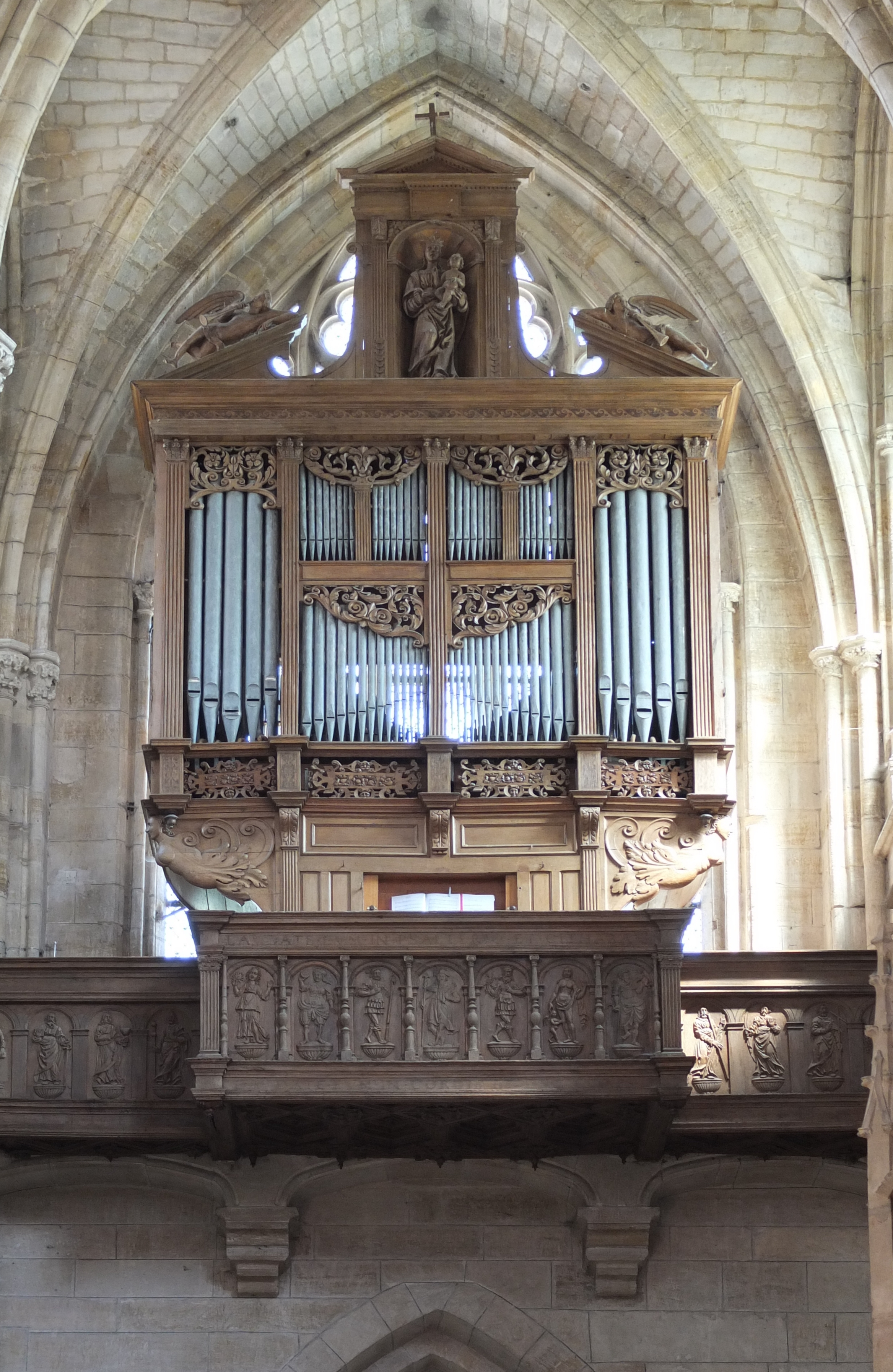
L'orgue du XVIe siècle.
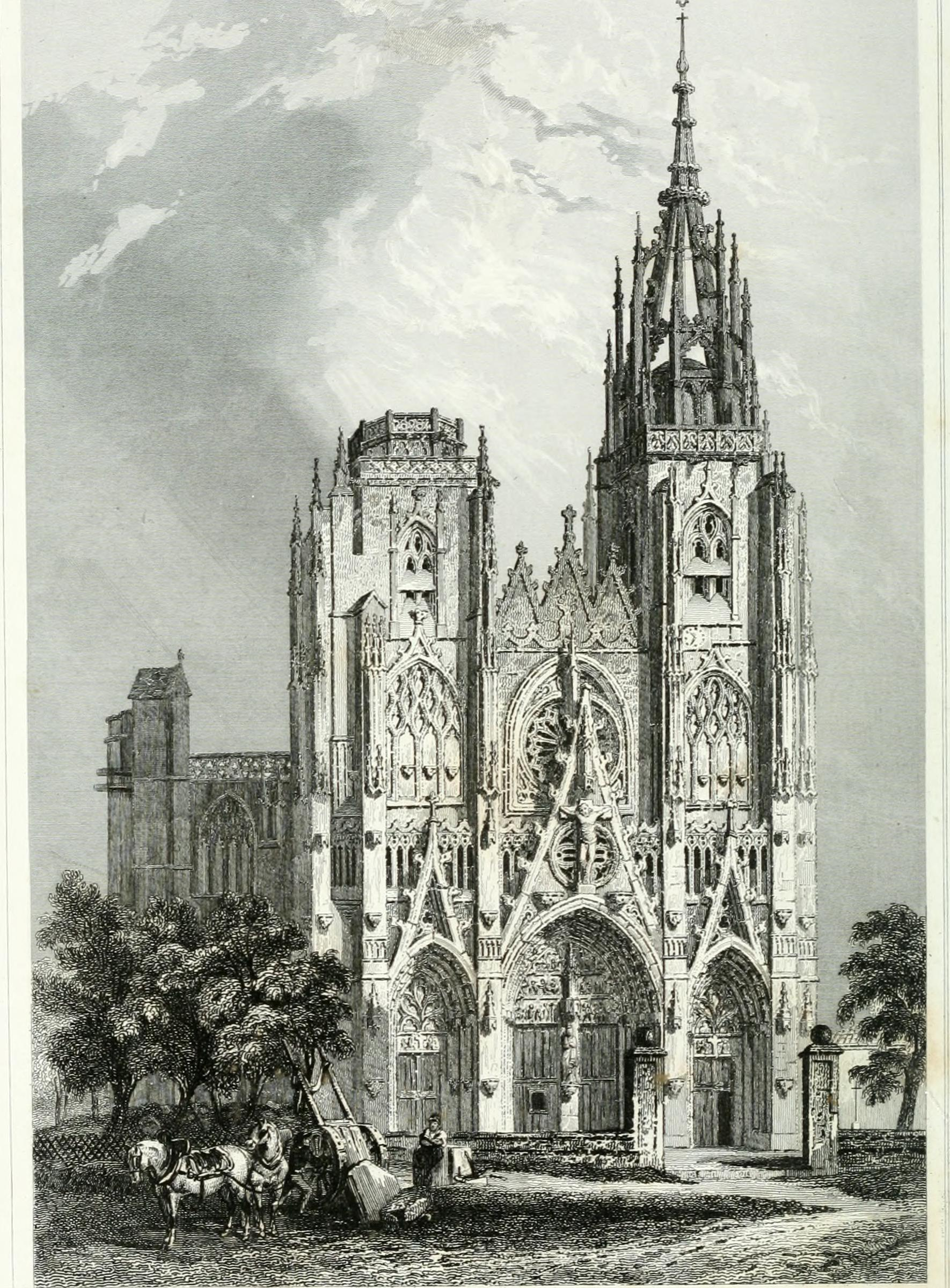
Mutilée au XIXe siècle.
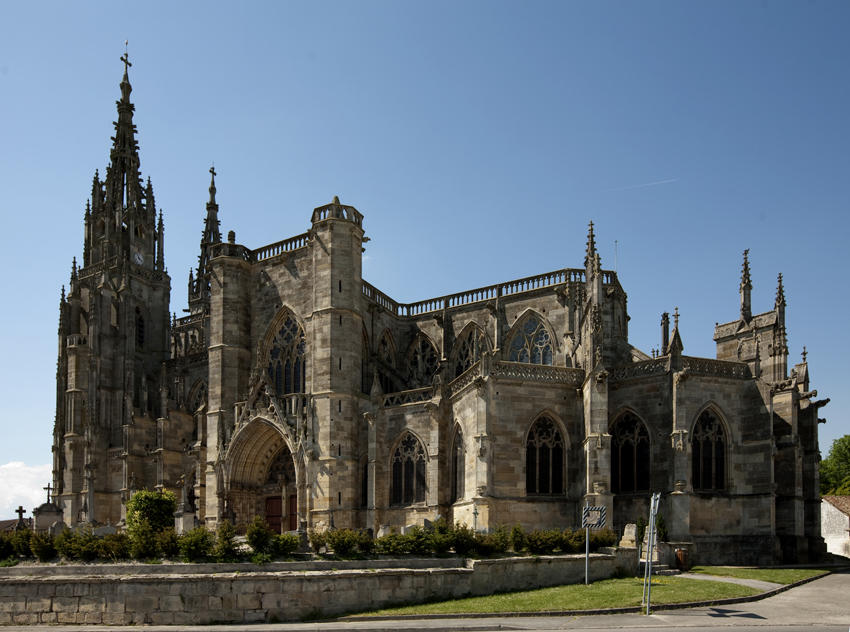
Portail sud et chevet.
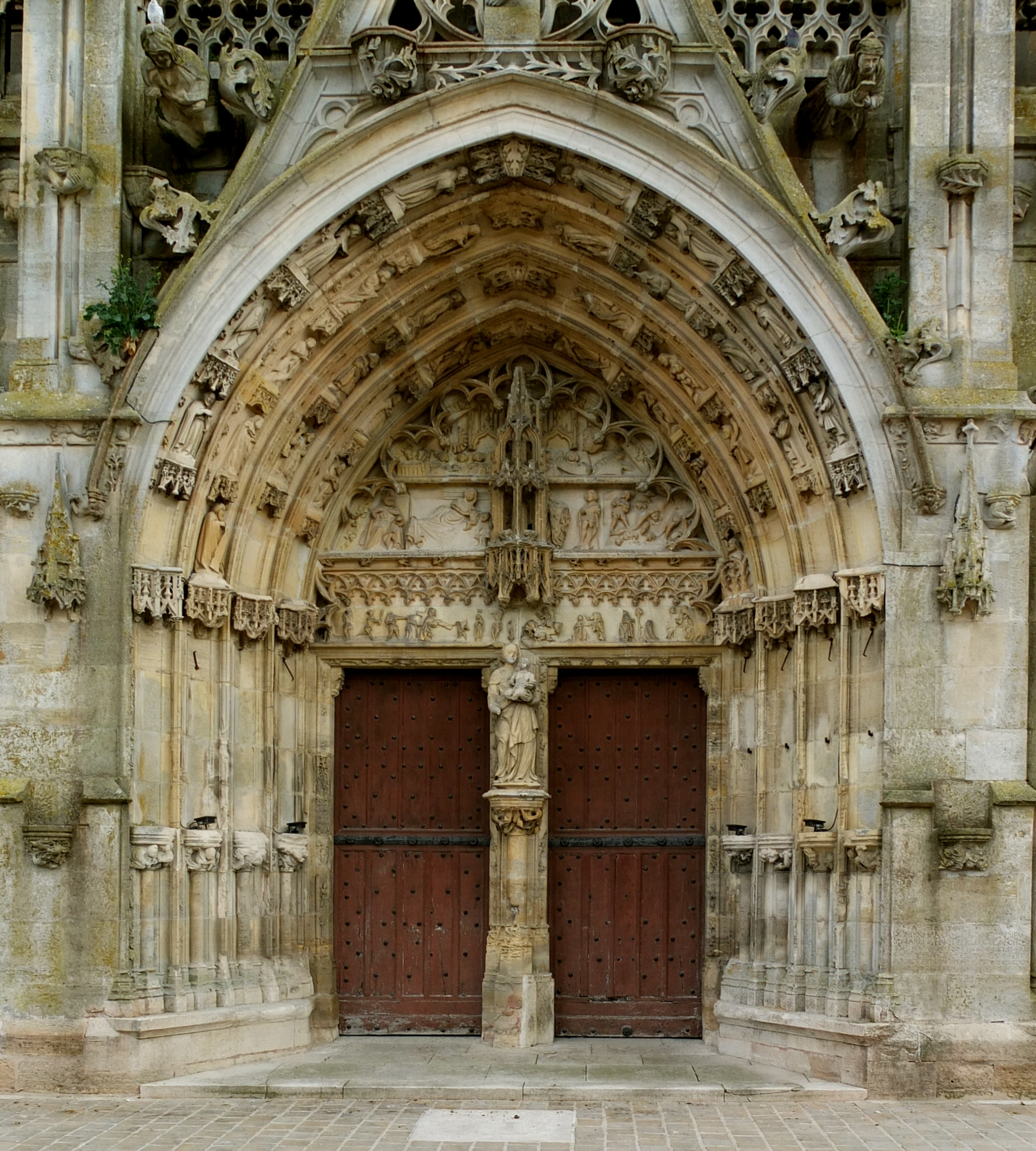
Le portail.

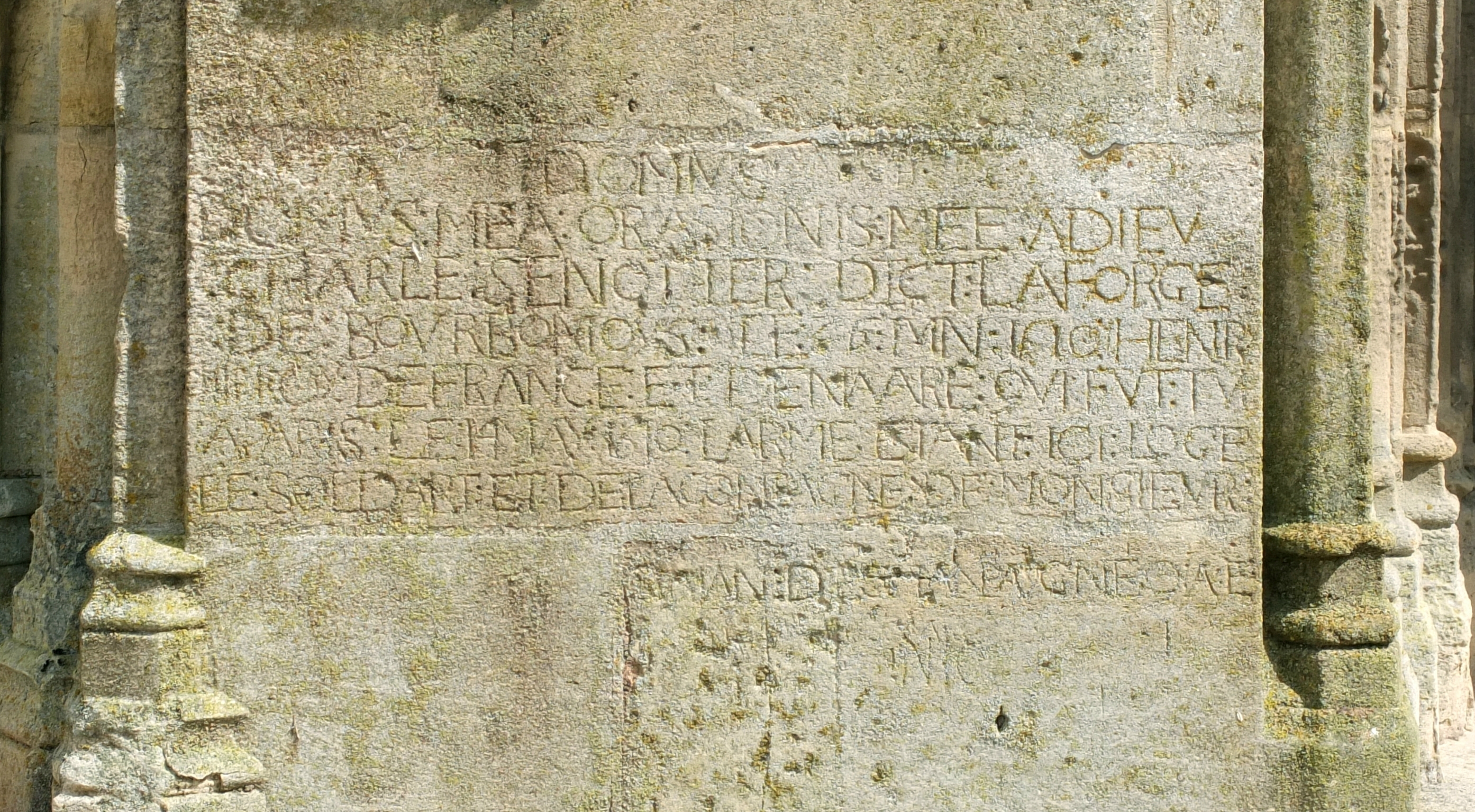
Inscription à côté du portail.
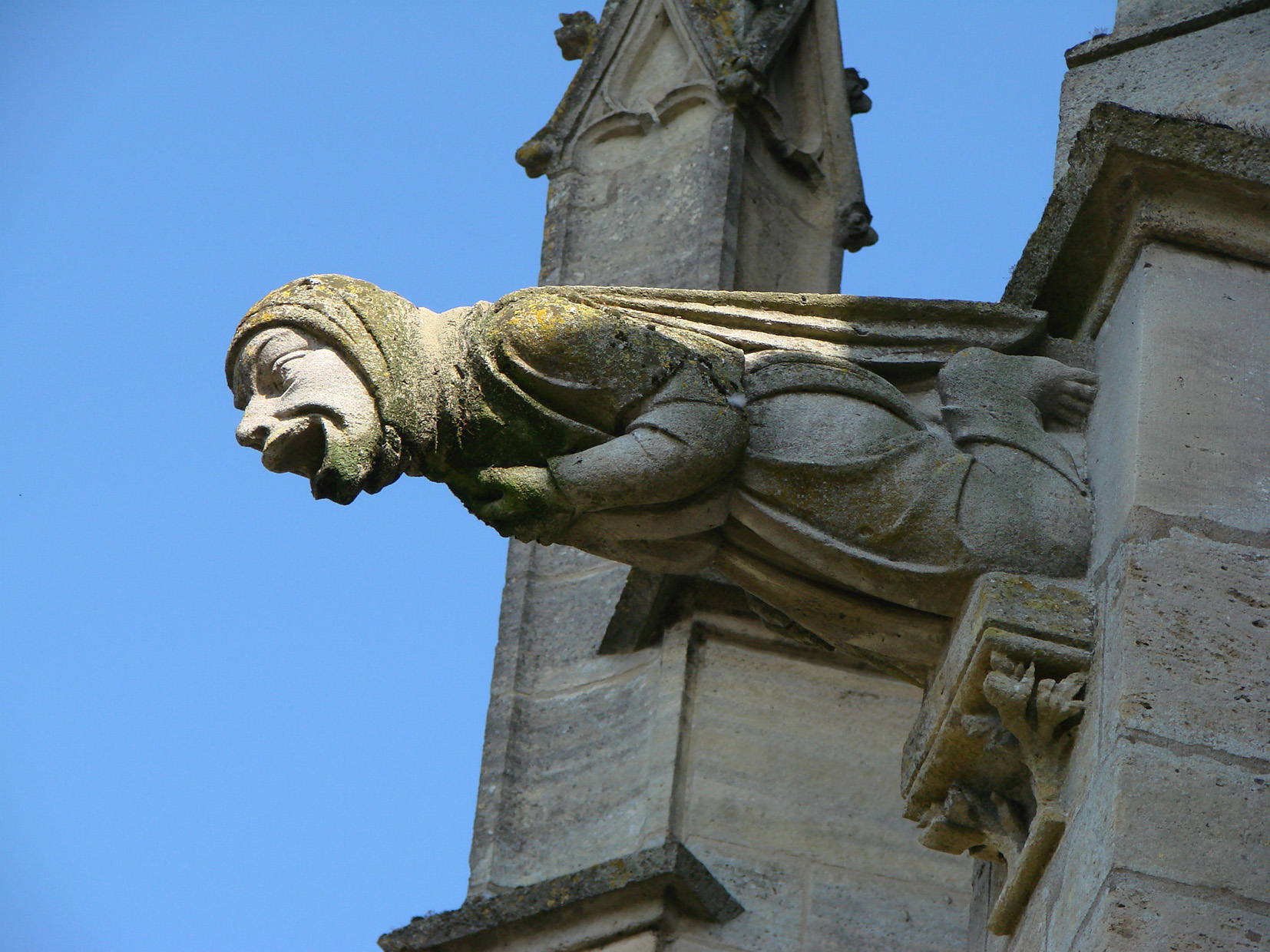
Une gargouille.
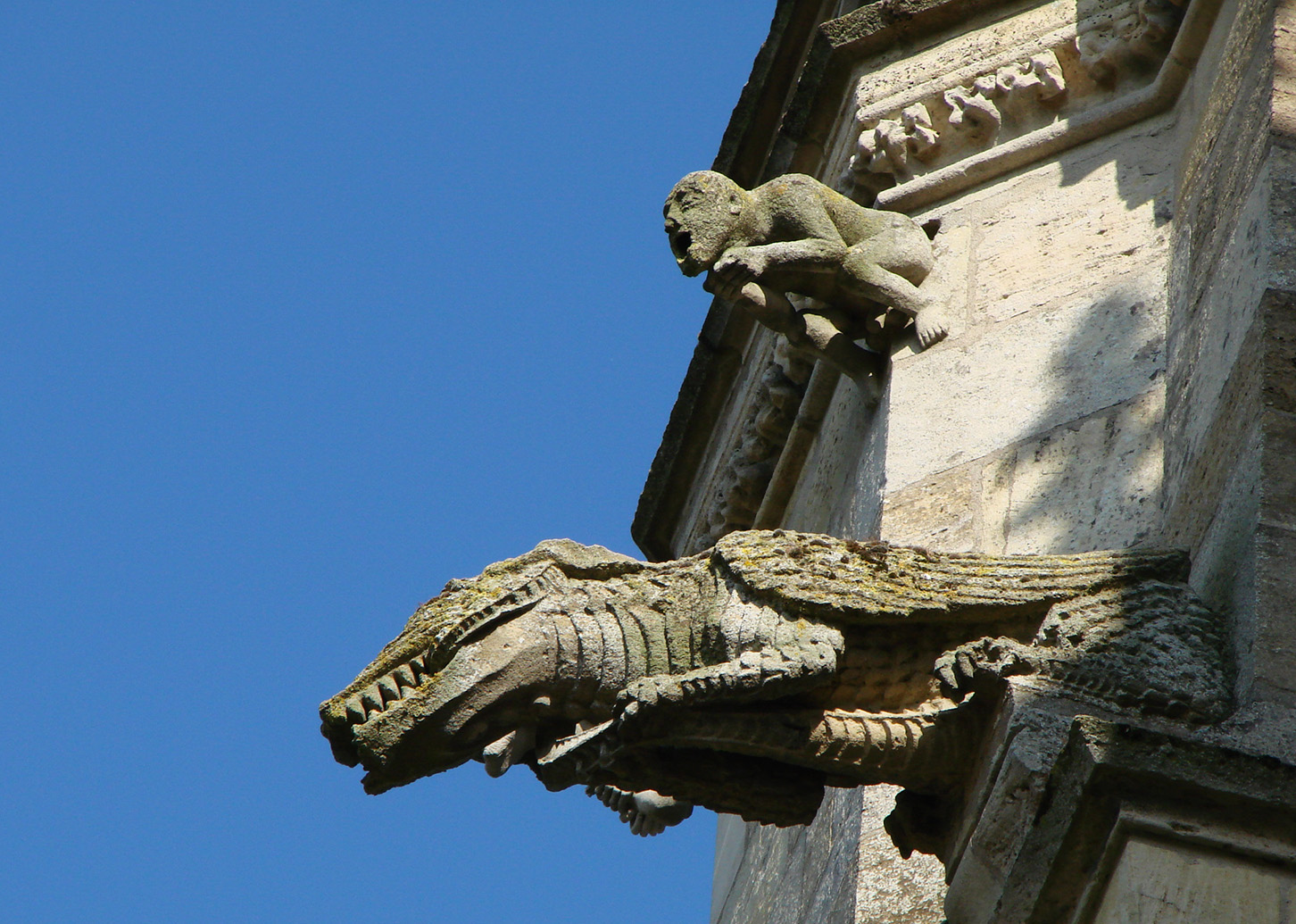
L'homme et le dragon ?
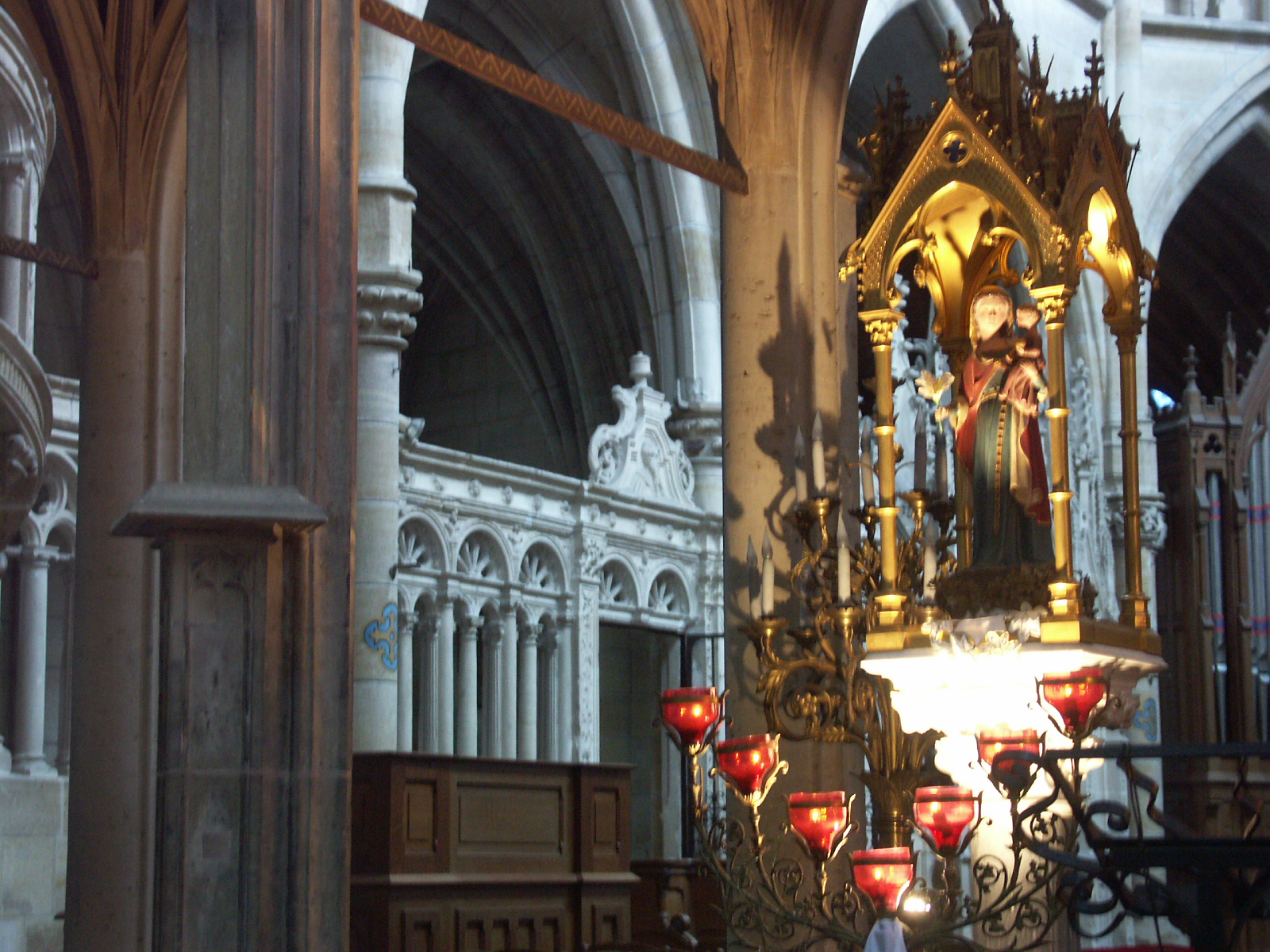
Illumination.

## Évocations
Notre-Dame de L'Épine a toujours frappé les voyageurs et inspiré les écrivains, en particulier Victor Hugo, Alexandre Dumas, Joris-Karl Huysmans, Paul Claudel, Paul Fort.
Loeiz Herrieu, dans son journal de guerre Kammdro an Ankou, la décrit : « on ne voit pas beaucoup d'églises gothiques aussi belles. Ce ne n'est que fleurs de pierres de tous côtés, de haut en bas. Grande a été la foi dans ce pays jadis pour avoir bâti une maison de cette sorte pour la mère de notre Sauveur ».
La basilique Notre-Dame de l'Épine est mise en scène en tant que commanderie templière dans le roman Nephilim : Le Chant de la terre de David et Isabelle Collet.

## Philatélie
Le 23 juin 2003 est mis en vente un timbre vertical représentant la basilique Notre-Dame de L'Épine, dessiné et gravé par Yves Beaujard et d'une valeur faciale de 0,50 euro ; il en a été vendu 4 457 827 exemplaires, selon le site de philatélie phil-ouest.com (consulté le 7 février 2017).